# Georg Löwegren
Fredrik Georg August Löwegren, född den 22 augusti 1833 i Lund, död den 14 juni 1919i Göteborgs Vasa församling, var en svensk trädgårdsman. Han var bror till Michaël K. Löwegren och farfars halvbror till Gunnar Löwegren.
Löwegren var föreståndare vid Göteborgs trädgårdsförening 1859-1916. Han förvärvade en synnerligen god kännedom om växter från varmare länder som kunde odlas i växthus, och han anskaffade en mängd sådana för Trädgårdsföreningen, som därigenom fick den på sin tid största samlingen i Norden av dylika växter. Löwegren beskrev odlingen av blomsterväxter såväl på kalljord som under glas i Handbok i svenska trädgårsskötseln, vilken han utgav tillsammans med Erik Lindgren och Axel Pihl 1872-74.

### Fotnoter
1. ↑  Löwegren, 1. Fredrik Georg August i Nordisk familjebok (andra upplagan, 1912)
2. ↑  Löwegren. 1. Fr. G. A. i Nordisk familjebok (andra upplagans supplement, 1925)
3. ↑  Sveriges Dödbok 1901–2009, DVD-ROM, Version 5.00, Sveriges Släktforskarförbund (2010).